# CockyBoys
CockyBoys（コッキー・ボーイズ）は、ニューヨークを拠点とするゲイ・ポルノの会社。CEOのジェイク・ジャクソンと彼の2人のパートナーであるRJ・セバスティアンとベニー・モアコックによって管理されている。2012年のリアリティ番組形式フィルム『プロジェクト・ゴーゴーボーイ』はスタジオの大ヒット作とみなされている。
CockyBoysは主にウェブサイトを通じてコンテンツをリリースしているが、Euro Media Distributionを通じてDVDも販売している。デジタル作品に加えて、CockyBoysは2014年にBruno Gmünderと提携して、『ア・シング・オブ・ビューティー』というタイトルのエロティック・フォトグラフィーを出版、国際的なブック・ツアーを開催している。
CockyBoysは、複数のノミネートと80を超える賞を受賞しており、最近ではStr8UpGayPornのBest of 2020 Fan Choice Awardsを受賞している  。

## 歴史
会社は2007年にカイル・メジャーズによって設立された。メジャーズが管理していたころのサイトは窃視的なアプローチで展開しており、ジョック、入れ墨のある男性、南カリフォルニアの文化などに重点を置いていた。メジャーは彼のビジョンについて「複雑なストーリーはいらない、ただ素晴らしい景色とホットな男達の絡みがあればいい、それも豪華なコスチュームや馬鹿げたユニフォームは無しでね」と語った。
2010年の初めに、Cocky Boysはニューヨークを拠点とするフィルムメイカーのジェイク・ジャクソンに売却され、ニューヨークの5つの行政区にある2つの主要なゲイ向けアダルトスタジオの内の1つとなった。サイトは一時的にオフラインになり、完全なリニューアルが行われ、新しいデザイン、フルHDコンテンツ、モバイルデバイスの互換性、および合理化されたサインアップ・プロセスが備わった。メイソン・スター、ガブリエル・クラーク、トミー・デフェンディなど、独占契約を行ったモデルも採用された。映像の見た目や雰囲気も大幅に変更され、シネマトグラフィーと編集に重点が置かれるようになった。
会社の内幕は2012年8月にニューヨーク・マガジンがジェイクとRJ、そしてウェブデザイナーのベニー・モアコックとの関係を取り上げたことによって明らかにされた。その記事He＆He＆Heは、後にヴァッサー大学の学生の卒業論文として「ゲイ・セックス」というタイトルの劇に採用された。劇の作家はモアコック、ジェイク、RJとパネルディスカッションを行い、人生、愛、そして彼らのアートポルノの運動について対談した。
2013年6月、『デイリーニューズ』によってジャクソンの元ビジネスパートナーがアメリカ国家安全保障局のスキャンダルの渦中にあったジャーナリストのグレン・グリーンウォルドであると明らかにされた際、ジェイクは国際的な注目を集めた。さらにCockyBoysは2013年にジェット・ブラックと名付けたプロのダンサーと契約。このダンサーはその後、スタジオとの仕事が問題視されてロイヤル・ウィニペグ・バレエ団から追放された。カナダのCBCニュースはこのスキャンダルについてネットとテレビで報道し、独自にジャクソンとブラックにインタビューした事で、国際的なニュースとして両名は大きな注目を集めた 。
2014年10月、同年のベルリンポルノ映画祭において、2本の映画が上映されることを発表した。一つは『Fuck Yeah Levi Karter』と題されたドキュメンタリーであり、CockyBoysのスターの生活と彼がスターダムへ駆け登った過程が彼自身の電話、コンピューター、カメラの記録から描かれている。もう1つは『Answered Prayers: The Banker』という古代の家族の確執と男性の愚行を描いた寓話的な道徳劇の一である。6部構成のミニシリーズはヴィレッジ・ヴォイスによってプロジェクトのきっかけとなったインスピレーションを詳述したストーリーとともに紹介された。
2015年4月3日、ベルリンの同性愛博物館のポルノ・ザット・ウェイ展に登場し、新しい写真集『シックスティーナイン：ジョイフル・ゲイ・セックス』を発表した。これに加えてジェイクとRJ、モデルのタイテ・ハンソン、リーバイ・カーター、リア・ムライリーがパネルに参加し『ロマンティックなポルノ』について議論した。

## 長編映画制作とミニシリーズ
CockyBoysはゲイ・セックスに対するアバンギャルドなアプローチで評判を築いており、多くの場合、主流とされているジャンルとモデルと制作側の両方からの個人的な逸話をビデオの中に取り入れている。ジェイクの性風俗産業への創造的な影響を説明する際に、フレッシュボットのブラッドフォード・マシューズは「沢山の監督が自主映画でポルノグラフィーを描いてるが、私はジャクソンがアート映画を制作する要領でポルノを制作するという、他の監督とは違った角度からのポルノグラフィーの描き方において成功した最初の監督の一人だと思う」と語った。

## ファン層
CockyBoysはジェンダーやセクシャリティーを問わず、熱狂的なファンを多く抱えている  。2013年、CockyBoysは、コスモポリタンが女性におすすめできるポルノ会社を紹介する記事の中で唯一ゲイ向けの会社から選ばれた。ジェイクは、デイリー・テレグラフとの2014年のインタビューで、大勢のユニークな女性ファンを「ポルノ・ママ」と表現した。

## 著名なパフォーマー
- コルビー・ケラー
- カーター・デーン
- レオ・ルイス